# NGC 879
NGC 879 je galaksija u zviježđu Kit.

## Vanjske poveznice
- SEDS: NGC 879